# Eriosema nutans
Eriosema nutans är en ärtväxtart som beskrevs av Schinz. Eriosema nutans ingår i släktet Eriosema och familjen ärtväxter. Inga underarter finns listade i Catalogue of Life.